# Angemi
Angemi, pseudonimo di Antonino Angemi (Catania, 10 marzo 1996), è un disc jockey, compositore e produttore discografico italiano.

## Biografia
Angemi ha iniziato ad interessarsi alla musica elettronica all'età di 11 anni, ascoltando i brani che passavano su m2o e facendo pratica con la sua prima console digitale, regalatagli dal fratello. A 14 anni ha costruito il suo studio a casa e ha iniziato a produrre musica da autodidatta, servendosi di FL Studio e Logic Pro X.
Nel 2011 ha iniziato l'attività di dj nelle discoteche, nei locali e alle feste del liceo presentandosi come Ninni Angemi (diminutivo del suo nome).
Nel febbraio 2012 è uscito Moonlight, il suo primo disco con l'etichetta discografica torinese Music Life Records.
Nel 2014 ha vinto un remix contest della traccia Invincible di Borgeous; il remix è stato poi pubblicato dalla casa discografica olandese Spinnin' Records. A giugno dello stesso anno ha formato con Giorgio Prezioso il duo Angemi & Prezioso, che ha pubblicato come primo singolo Brakeless ed è entrato a far parte della Revealed Recordings, casa discografica del dj Hardwell. Il duo ha pubblicato successivamente altri 4 singoli; alla fine della collaborazione, nel 2015, Angemi ha pubblicato il singolo Illuminati.
Nel 2015 Angemi ha iniziato anche una serie di trasferte, partecipando all'Holi Fusion Festival a Torino, al The Wave Music Festival ad Hanoi, allo Smash The House Festival a Praga, oltre che al Writing Camp organizzato dalla Spinnin' Records ad Amsterdam. In questo periodo Angemi ha iniziato a pubblicare su Facebook i "What if", ovvero video in cui faceva diversi remix della canzone del momento in differenti stili musicali appartenenti ad altri artisti, ad altri generi o altri periodi storici. Uno di questi, in cui remixava The Hum, brano di Dimitri Vegas & Like Mike, attirò l'attenzione proprio di Like Mike, il quale contattò Angemi e gli chiese di realizzare il remix di Higher Place, canzone del duo belga. Da quel momento Angemi è entrato a far parte di Smash The House, etichetta discografica fondata dai fratelli Dimitri Vegas & Like Mike.
Nel 2016 è entrato in contatto con Timmy Trumpet e dalla loro collaborazione è nato il singolo Collab Bro, pubblicato da Maxximize Records. A luglio dello stesso anno ha partecipato per la prima volta al Tomorrowland, sull'Opera Stage. Si è esibito anche all'Amnesia di Ibiza durante il party House Of Madness, al World Club Dome (Winter Edition) a Gelsenkirchen, al Creamfields, al Bringing The Madness 4.0.
Nel 2017 si è esibito per la prima volta sul Mainstage del Tomorrowland, unico italiano presente sul palco. Sempre nello stesso anno ha partecipato al Bringing The Madness: Reflections, show di Dimitri Vegas & Like Mike in collaborazione con il Tomorrowland, al Medusa Sunbeach Festival, al Nameless Music Festival.
Il video tratto dalla sua partecipazione al Tomorrowland 2017, dove Angemi ha proposto il proprio remix di Despacito ha raggiunto in poche ore le oltre 30 milioni di visualizzazioni. Lo stesso anno collabora con Kura e Luciana per il singolo On Your Side.
Nel 2018 Angemi è stato nuovamente l'unico artista italiano presente sul Mainstage del Tomorrowland. Durante questa edizione ha proposto un remix di Ciuri, ciuri, classico del folk siciliano. Il brano, in collaborazione con la dj producer Mariana Bo, è stato poi pubblicato con l'etichetta Smash The House. Ha inoltre partecipato al Garden Of Madness, show di Dimitri Vegas & Like Mike, ad Ibiza, a Liverpool e ad Anversa, e al Medusa Sunbeach Festival.
Nel 2019 ha partecipato sullo Smash The House Stage del Tomorrowland, all'EDC México, al Medusa Sunbeach Festival, all'Ultra Music Festival ed ha inoltre partecipato al Sunburn Arena, il festival itinerante di musica elettronica di maggior successo in India, dove ha aperto i concerti di Dimitri Vegas & Like Mike a Bangalore, Hyderabad, Nuova Delhi e Mumbai.
Durante l'estate dello stesso anno realizza il singolo K20 in collaborazione con i Dj belgi Dimitri Vegas & Like Mike e Xiaomi India e sempre con i fratelli belgi realizza Garden Of Madness, singolo dell'album Tomorrowland EP da Smash The House.
Nell'autunno dello stesso anno per la prima volta entra a far parte della classifica dei migliori dj del mondo secondo la nota rivista dedicata alla musica elettronica Dj Mag classificandosi al 143º posto.
Nel gennaio 2020 ha partecipato al World Club Dome (Winter Edition) a Düsseldorf. Il 14 febbraio dello stesso anno è stato pubblicato dall'etichetta Green Room, High Off Love, brano in collaborazione con Like Mike. Durante lo stesso anno ha remixato ufficialmente il singolo Diamonds di Timmy Trumpet.
Nel novembre 2020 è stato classificato dj n. 114 al mondo secondo la classifica dei migliori dj stilata annualmente da Dj Mag.
Ad aprile 2021 collabora nuovamente con Dimitri Vegas & Like Mike e Azteck per il brano We'll Be Dancing Soon, che viene scelta dall'azienda statunitense Coca Cola per la campagna pubblicitaria Open Up Playlist.
Nell'estate dello stesso anno viene pubblicata da Kontor Records  "Staring At The Bottle", in collaborazione con il DJ tedesco Jerome.
A marzo 2022 si esibisce per la prima volta al Tomorrowland Winter mentre nel luglio dello stesso anno si esibisce per la quarta volta nell'edizione estiva del festival belga e sempre per il quarto anno consecutivo nel party ufficiale del Tomorrowland all'Ushuaia di Ibiza.. Si esibisce inoltre nel festival tedesco Tante Mia Tantz nella città di Vechta, nel festival austriaco Electric Mountain Festival a Sölden e nella sua città natale Catania durante il festival One Day Music.
Durante lo stesso anno si afferma nella piattaforma TikTok come creator di musica elettronica, realizzando diverse reinterpretazioni e mashup che diventano presto virali. Nel aggio 2022 viene scelto da TikTok Italia per rappresentare la piattaforma come ambassador durante l'Eurovision Song Contest a Torino. A gennaio 2023 apre ufficialmente il proprio studio di registrazione "Enigma Studio".

## Discografia

### Singoli
- 2012

Ninni Angemi - Moonlight
- 2014

Angemi & Prezioso - Brakeless
Angemi & Prezioso - Dragon
- 2015

Angemi & Prezioso - Wet
Angemi & Prezioso - Friendzone
Angemi & Prezioso - Sextape
Angemi - Illuminati
- 2016

Angemi - Closure
Timmy Trumpet & Angemi - Collab Bro
- 2017

Angemi & Becko - I'll Catch You
Angemi feat. Re Bel - Wishing Loud
Kura & Angemi feat. Luciana - On Your Side
- 2018

Angemi feat. Re Bel - Show Your Flame
Angemi vs. Grimix & Fulmo feat. Ido Dankner - Fire
Angemi & Mariana Bo - Ciuri Ciuri
- 2019

Dimitri Vegas & Like Mike vs. Angemi - Garden Of Madness
Angemi & Shei - Atlantis
Angemi & Ale Q - Brokedown Palace
Angemi - History
Angemi - Small World
Angemi & Futuristic Polar Bears - Odyssey
Dimitri Vegas & Like Mike, Angemi - K20
Cassidy Mackenzie & Angemi - Compass
- 2020

Angemi feat. Jeffrey Jey - War
Like Mike & Angemi - High Off Love
Angemi & Diètro - Pirate's Chant
Angemi, Mon Dj & Broz Rodriguez - Tarantella
Angemi - Free
Angemi - Astronomia 2k20
Sylver x Angemi x Dave Crusher - Losing My Religion
Marco Carta feat. Angemi - Domeniche Da Ikea
Angemi & Wolfpack feat. Polina Grace - Rudolph The Red Noised Reindeer
Angemi x Henri PFR x IAML - Story To Tell
- 2021

Angemi & Gaullin - Lonely
Dimitri Vegas & Like Mike, Azteck, Angemi - We’ll Be Dancing Soon
Mattn, Trygge, Angemi - Knew That Second
Angemi feat. Shiah Maisel - Play Pretend
Angemi feat. Like Mike - We Come One
Lanné & Angemi feat. Leo - So Sweet
Jerome & Angemi feat. Mingue - Staring At The Bottle
Duboss, Angemi, Chacel - Red Light, Green Light
8CHO feat. Manicomio777 - Pomposo (Prod. by Angemi)
Angemi, Sunlike Brothers, Brenton Mattheus - Show You How
- 2022

Angemi - Rock The Boat
Angemi, D-wayne, Kess Ross - Hate You
Angemi, Shiah Maisel - Levels
Angemi - Ma Baker
Angemi, Rudeejay - Open Your Eyes
Angemi, Azteck - It's Christmas Time

### Remix
- 2014

Borgeous - Invincible (Ninni Angemi Remix)
- 2015

Dimitri Vegas & Like Mike feat. Ne-Yo - Higher Place (Angemi Remix)
- 2016

Thomas Gold feat. Jillian Edwards - Magic (Angemi Remix)
Dimitri Vegas & Like Mike - Stay A While (Angemi Remix)
Lost Frequencies feat. Sandro Cavazza - Beautiful Life (Angemi Remix)
- 2017

Armin Van Buuren & Fernando Garibay feat. Olaf Blackwood - I Need You (Angemi Remix)
Dimitri Vegas & Like Mike vs Diplo feat. Deb's Daughter - Hey Baby (Angemi Remix)
Sandro Cavazza - What It Feels Like (Angemi Remix)
Lost Frequencies feat. Axel Ehnström - All Or Nothing (Angemi Remix)
Rudeejay feat. Lili - Under The Same Sky (Angemi Remix)
- 2018

Lost Frequencies feat. James Blunt - Melody (Angemi Remix)
Afrojack & Vassy feat. Oliver Rosa - LOST (Angemi Remix)
Angemi feat. Re Bel - Show Your Flame (Angemi x Wasback Festival Remix)
Angemi vs. Grimix & Fulmo feat. Ido Dankner - Fire (Angemi Festival Mix)
- 2019

Lost Frequencies feat. Flynn - Recognise (Angemi Remix)
Cheat Codes X Kim Petras - Feeling Of Falling (Angemi Remix)
Dimitri Vegas & Like Mike feat. Era Istrefi - Selfish (Angemi Remix)
Atika Patum - Atikapatum (Angemi Remix)
- 2020

D-Wayne - Kings & Queens (Angemi Remix)
Timmy Trumpet - Diamonds (Angemi Remix)
Shade - Autostop (Angemi Remix)
- 2023

Paola & Chiara - Furore (Angemi Remix)